# Wiwern

Wiwern

Wiwern (wiwerna lub wywerna) – mityczny gad ze średniowiecznego bestiariusza, często utożsamiany ze smokiem.
Nazwa „wiwern” pochodzi z języka angielskiego (wyvern). W Wielkiej   Brytanii wiwerny są szczególnie popularne, można je spotkać w ikonografii, legendach oraz w heraldyce. Wizerunki dwunogiego smoka przyniosły na Wyspy Brytyjskie, prawdopodobnie jako godła wojskowe rzymskie legiony, które z kolei przejęły ten symbol od Daków.
Wiwern przedstawiany jest zwykle jako kilkumetrowej długości gad, z jedną parą nóg uzbrojonych w szpony i parą błoniastych skrzydeł, z długą szyją i ogonem, często zakończonym harpunim, jadowitym grotem. Niekiedy z podobnym grotem na końcu przedstawiany jest język wiwerna.
Początkowo wiwerny były tożsame ze smokami, przedstawianymi pierwotnie zawsze z jedną parą nóg.
W średniowiecznej Europie smok, w tym i wiwern, stanowił alegorię szatana. W postaci wiwernów i smoków przedstawiano często biblijne bestie, uosabiające szatana. Imię wiwerna równoważyło się z wojną, grzechem i zarazą (wierzono, że przenosi on dżumę). Wierzono również, że mieszkał w pieczarach, gdzie gromadził ogromne skarby.
Kryptozoologowie wysuwają hipotezy, że smoki i wiwerny w legendach różnych narodów stanowią echo spotkań pierwotnych ludzi z reliktami pterozaurów.
Obecnie, głównie za przyczyną gier RPG i literatury fantasy traktowane są jako osobny gatunek mitycznych bestii, słabszy i mniejszy od smoków właściwych, które przedstawia się jako stwory o czterech łapach.

## Wiwerny w heraldyce
Wiwerny są jednym z popularniejszych stworzeń średniowiecznego heraldycznego bestiariusza. Szczególnie popularne są w heraldyce brytyjskiej. Przedstawiane bywają w różnych barwach heraldycznych, w różnych pozycjach. Najczęściej stosowane są jako trzymacze heraldyczne, ale często też jako klejnot herbowy lub godło.
W dawnych legendach herbowych trudno znaleźć jednoznaczną odpowiedź, czemu stworzenie uznawane w mitologii za tak złowrogi i szatański symbol tak chętnie przyjmowane było jako element herbu. Popularność wywerna w heraldyce brytyjskiej można wyjaśnić faktem, że wywern stał się symbolem Artura a później całej Walii.
W najstarszej ikonografii związanej z legendą o św. Jerzym smok zwykle przedstawiany jest jako wiwern.
Najbardziej znane wiwerny w heraldyce brytyjskiej zachowały się jako emblemat dawnych władców Mercji, złoty wiwern na fladze Wesseksu i wiwerny w herbach rodu Arbuthnott.
W Polsce wywern stał się herbem Piastów czerskich.
Pojawienie się wywerna w polskiej heraldyce, sfragistyce i numizmatyce należy łączyć z recepcją legend arturiańskich w średniowiecznej Polsce.
Wiwerny stosowane są również w heraldyce wojskowej, m.in. w godle 43. Dywizji Piechoty z Wessex i 37. US Armor Regiment. Nazwano tak też samolot Westland Wyvern.

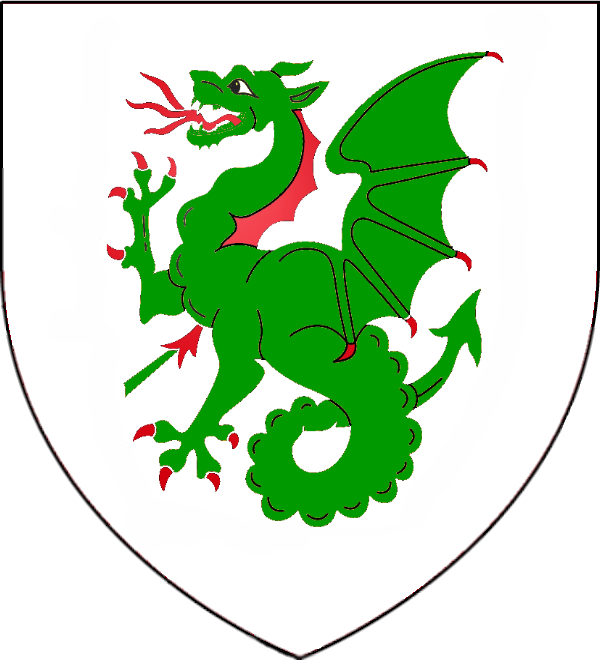
Herb Księstwa Czerskiego
Herb Nowego Żmigrodu
Herb Księstwa Mazowieckiego
Herb Zofii (hrabiny Wesseksu)
Herb baronetów klanu Arbuthnot z Edynburga
Emblemat 43. Dywizji Piechoty z Wessex